# Villa Park (Californie)
Villa Park est une municipalité du comté d'Orange, en Californie, aux États-Unis. Sa population était de 5 999 habitants lors du recensement de 2000.

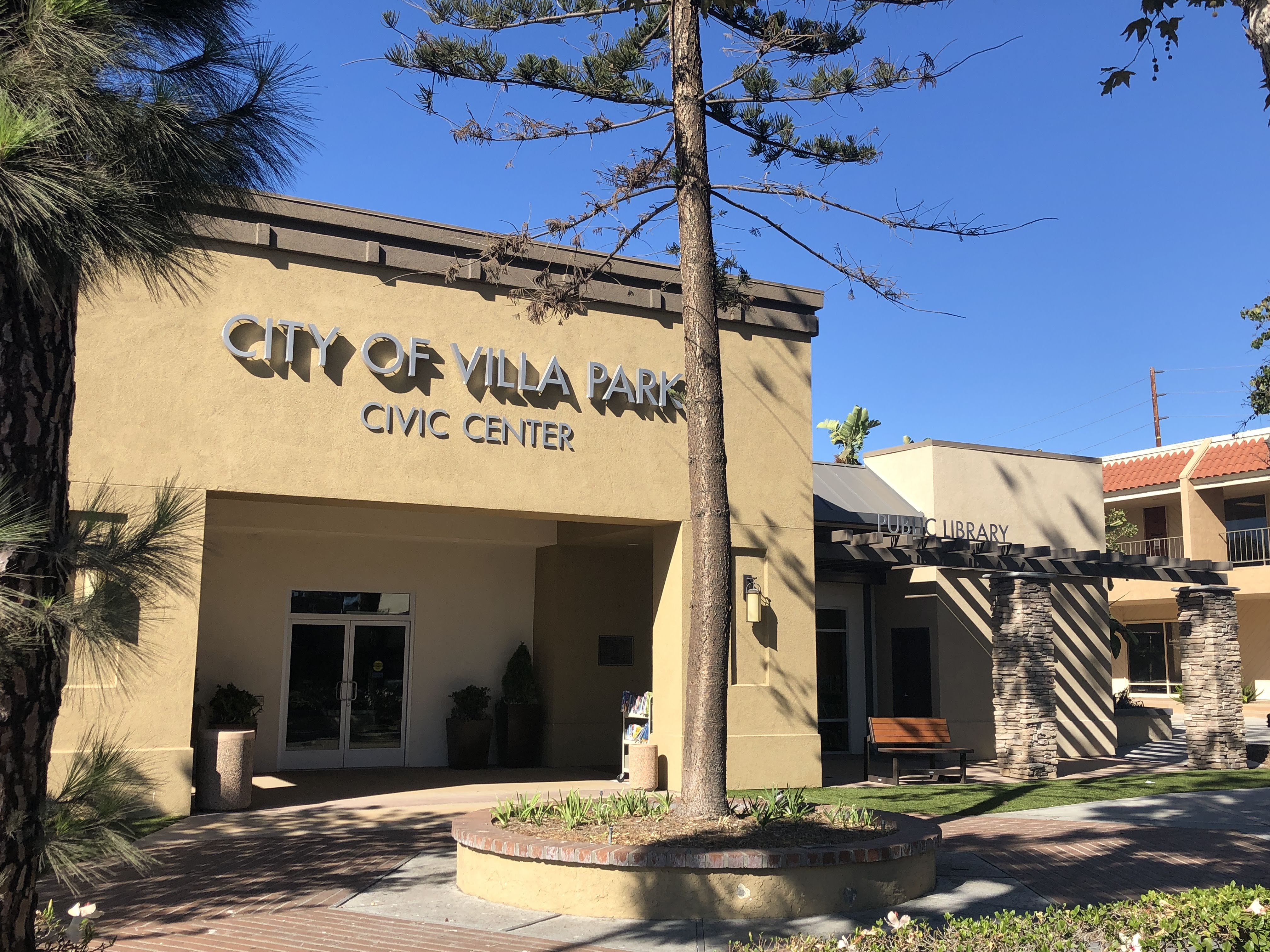
Centre civique et Bibliothèque

## Géographie
Selon le Bureau du recensement des États-Unis la ville a une superficie de 5,5 km2.

## Démographie
| 1970  | 1980  | 1990  | 2000  | 2010  | - |
| ----- | ----- | ----- | ----- | ----- | - |
| 2 723 | 7 137 | 6 299 | 5 999 | 5 812 | - |